# Lijst van planetoïden 117901-118000
Dit is een lijst van planetoïden 117901-118000 in volgorde van catalogusnummer van het Minor Planet Center. Voor de volledige lijst zie de lijst van planetoïden.
| Naam              | Voorlopige naamgeving | Datum ontdekking  | Locatie ontdekking | Ontdekker                                              |
| ----------------- | --------------------- | ----------------- | ------------------ | ------------------------------------------------------ |
| 117901 -          | 3055 P-L              | 24 september 1960 | Palomar            | C. J. van Houten, I. van Houten-Groeneveld, T. Gehrels |
| 117902 -          | 3058 P-L              | 25 september 1960 | Palomar            | C. J. van Houten, I. van Houten-Groeneveld, T. Gehrels |
| 117903 -          | 3115 P-L              | 24 september 1960 | Palomar            | C. J. van Houten, I. van Houten-Groeneveld, T. Gehrels |
| 117904 -          | 3504 P-L              | 17 oktober 1960   | Palomar            | C. J. van Houten, I. van Houten-Groeneveld, T. Gehrels |
| 117905 -          | 3543 P-L              | 17 oktober 1960   | Palomar            | C. J. van Houten, I. van Houten-Groeneveld, T. Gehrels |
| 117906 -          | 4046 P-L              | 24 september 1960 | Palomar            | C. J. van Houten, I. van Houten-Groeneveld, T. Gehrels |
| 117907 -          | 4076 P-L              | 24 september 1960 | Palomar            | C. J. van Houten, I. van Houten-Groeneveld, T. Gehrels |
| 117908 -          | 4104 P-L              | 24 september 1960 | Palomar            | C. J. van Houten, I. van Houten-Groeneveld, T. Gehrels |
| 117909 -          | 4123 P-L              | 24 september 1960 | Palomar            | C. J. van Houten, I. van Houten-Groeneveld, T. Gehrels |
| 117910 -          | 4130 P-L              | 24 september 1960 | Palomar            | C. J. van Houten, I. van Houten-Groeneveld, T. Gehrels |
| 117911 -          | 4138 P-L              | 24 september 1960 | Palomar            | C. J. van Houten, I. van Houten-Groeneveld, T. Gehrels |
| 117912 -          | 4171 P-L              | 24 september 1960 | Palomar            | C. J. van Houten, I. van Houten-Groeneveld, T. Gehrels |
| 117913 -          | 4211 P-L              | 24 september 1960 | Palomar            | C. J. van Houten, I. van Houten-Groeneveld, T. Gehrels |
| 117914 -          | 4225 P-L              | 24 september 1960 | Palomar            | C. J. van Houten, I. van Houten-Groeneveld, T. Gehrels |
| 117915 -          | 4227 P-L              | 24 september 1960 | Palomar            | C. J. van Houten, I. van Houten-Groeneveld, T. Gehrels |
| 117916 -          | 4271 P-L              | 24 september 1960 | Palomar            | C. J. van Houten, I. van Houten-Groeneveld, T. Gehrels |
| 117917 -          | 4281 P-L              | 24 september 1960 | Palomar            | C. J. van Houten, I. van Houten-Groeneveld, T. Gehrels |
| 117918 -          | 4320 P-L              | 24 september 1960 | Palomar            | C. J. van Houten, I. van Houten-Groeneveld, T. Gehrels |
| 117919 -          | 4537 P-L              | 24 september 1960 | Palomar            | C. J. van Houten, I. van Houten-Groeneveld, T. Gehrels |
| 117920 -          | 4546 P-L              | 24 september 1960 | Palomar            | C. J. van Houten, I. van Houten-Groeneveld, T. Gehrels |
| 117921 -          | 4621 P-L              | 24 september 1960 | Palomar            | C. J. van Houten, I. van Houten-Groeneveld, T. Gehrels |
| 117922 -          | 4622 P-L              | 24 september 1960 | Palomar            | C. J. van Houten, I. van Houten-Groeneveld, T. Gehrels |
| 117923 -          | 4660 P-L              | 24 september 1960 | Palomar            | C. J. van Houten, I. van Houten-Groeneveld, T. Gehrels |
| 117924 -          | 4699 P-L              | 24 september 1960 | Palomar            | C. J. van Houten, I. van Houten-Groeneveld, T. Gehrels |
| 117925 -          | 4701 P-L              | 24 september 1960 | Palomar            | C. J. van Houten, I. van Houten-Groeneveld, T. Gehrels |
| 117926 -          | 4703 P-L              | 24 september 1960 | Palomar            | C. J. van Houten, I. van Houten-Groeneveld, T. Gehrels |
| 117927 -          | 4739 P-L              | 24 september 1960 | Palomar            | C. J. van Houten, I. van Houten-Groeneveld, T. Gehrels |
| 117928 -          | 4741 P-L              | 24 september 1960 | Palomar            | C. J. van Houten, I. van Houten-Groeneveld, T. Gehrels |
| 117929 -          | 4742 P-L              | 24 september 1960 | Palomar            | C. J. van Houten, I. van Houten-Groeneveld, T. Gehrels |
| 117930 -          | 4747 P-L              | 24 september 1960 | Palomar            | C. J. van Houten, I. van Houten-Groeneveld, T. Gehrels |
| 117931 -          | 4776 P-L              | 24 september 1960 | Palomar            | C. J. van Houten, I. van Houten-Groeneveld, T. Gehrels |
| 117932 -          | 4781 P-L              | 24 september 1960 | Palomar            | C. J. van Houten, I. van Houten-Groeneveld, T. Gehrels |
| 117933 -          | 4808 P-L              | 24 september 1960 | Palomar            | C. J. van Houten, I. van Houten-Groeneveld, T. Gehrels |
| 117934 -          | 4809 P-L              | 24 september 1960 | Palomar            | C. J. van Houten, I. van Houten-Groeneveld, T. Gehrels |
| 117935 -          | 4863 P-L              | 24 september 1960 | Palomar            | C. J. van Houten, I. van Houten-Groeneveld, T. Gehrels |
| 117936 -          | 4899 P-L              | 24 september 1960 | Palomar            | C. J. van Houten, I. van Houten-Groeneveld, T. Gehrels |
| 117937 -          | 5036 P-L              | 22 oktober 1960   | Palomar            | C. J. van Houten, I. van Houten-Groeneveld, T. Gehrels |
| 117938 -          | 6101 P-L              | 24 september 1960 | Palomar            | C. J. van Houten, I. van Houten-Groeneveld, T. Gehrels |
| 117939 -          | 6122 P-L              | 24 september 1960 | Palomar            | C. J. van Houten, I. van Houten-Groeneveld, T. Gehrels |
| 117940 -          | 6191 P-L              | 24 september 1960 | Palomar            | C. J. van Houten, I. van Houten-Groeneveld, T. Gehrels |
| 117941 -          | 6202 P-L              | 24 september 1960 | Palomar            | C. J. van Houten, I. van Houten-Groeneveld, T. Gehrels |
| 117942 -          | 6210 P-L              | 24 september 1960 | Palomar            | C. J. van Houten, I. van Houten-Groeneveld, T. Gehrels |
| 117943 -          | 6219 P-L              | 24 september 1960 | Palomar            | C. J. van Houten, I. van Houten-Groeneveld, T. Gehrels |
| 117944 -          | 6257 P-L              | 24 september 1960 | Palomar            | C. J. van Houten, I. van Houten-Groeneveld, T. Gehrels |
| 117945 -          | 6271 P-L              | 24 september 1960 | Palomar            | C. J. van Houten, I. van Houten-Groeneveld, T. Gehrels |
| 117946 -          | 6276 P-L              | 24 september 1960 | Palomar            | C. J. van Houten, I. van Houten-Groeneveld, T. Gehrels |
| 117947 -          | 6301 P-L              | 24 september 1960 | Palomar            | C. J. van Houten, I. van Houten-Groeneveld, T. Gehrels |
| 117948 -          | 6315 P-L              | 24 september 1960 | Palomar            | C. J. van Houten, I. van Houten-Groeneveld, T. Gehrels |
| 117949 -          | 6316 P-L              | 24 september 1960 | Palomar            | C. J. van Houten, I. van Houten-Groeneveld, T. Gehrels |
| 117950 -          | 6337 P-L              | 24 september 1960 | Palomar            | C. J. van Houten, I. van Houten-Groeneveld, T. Gehrels |
| 117951 -          | 6369 P-L              | 24 september 1960 | Palomar            | C. J. van Houten, I. van Houten-Groeneveld, T. Gehrels |
| 117952 -          | 6376 P-L              | 24 september 1960 | Palomar            | C. J. van Houten, I. van Houten-Groeneveld, T. Gehrels |
| 117953 -          | 6511 P-L              | 24 september 1960 | Palomar            | C. J. van Houten, I. van Houten-Groeneveld, T. Gehrels |
| 117954 -          | 6686 P-L              | 24 september 1960 | Palomar            | C. J. van Houten, I. van Houten-Groeneveld, T. Gehrels |
| 117955 -          | 6693 P-L              | 24 september 1960 | Palomar            | C. J. van Houten, I. van Houten-Groeneveld, T. Gehrels |
| 117956 -          | 6695 P-L              | 24 september 1960 | Palomar            | C. J. van Houten, I. van Houten-Groeneveld, T. Gehrels |
| 117957 -          | 6706 P-L              | 24 september 1960 | Palomar            | C. J. van Houten, I. van Houten-Groeneveld, T. Gehrels |
| 117958 -          | 6732 P-L              | 24 september 1960 | Palomar            | C. J. van Houten, I. van Houten-Groeneveld, T. Gehrels |
| 117959 -          | 6763 P-L              | 26 september 1960 | Palomar            | C. J. van Houten, I. van Houten-Groeneveld, T. Gehrels |
| 117960 -          | 6784 P-L              | 24 september 1960 | Palomar            | C. J. van Houten, I. van Houten-Groeneveld, T. Gehrels |
| 117961 -          | 6813 P-L              | 24 september 1960 | Palomar            | C. J. van Houten, I. van Houten-Groeneveld, T. Gehrels |
| 117962 -          | 6854 P-L              | 24 september 1960 | Palomar            | C. J. van Houten, I. van Houten-Groeneveld, T. Gehrels |
| 117963 -          | 7596 P-L              | 17 oktober 1960   | Palomar            | C. J. van Houten, I. van Houten-Groeneveld, T. Gehrels |
| 117964 -          | 7619 P-L              | 17 oktober 1960   | Palomar            | C. J. van Houten, I. van Houten-Groeneveld, T. Gehrels |
| 117965 -          | 9064 P-L              | 17 oktober 1960   | Palomar            | C. J. van Houten, I. van Houten-Groeneveld, T. Gehrels |
| 117966 -          | 9524 P-L              | 17 oktober 1960   | Palomar            | C. J. van Houten, I. van Houten-Groeneveld, T. Gehrels |
| 117967 -          | 9563 P-L              | 17 oktober 1960   | Palomar            | C. J. van Houten, I. van Houten-Groeneveld, T. Gehrels |
| 117968 -          | 9564 P-L              | 17 oktober 1960   | Palomar            | C. J. van Houten, I. van Houten-Groeneveld, T. Gehrels |
| 117969 -          | 9583 P-L              | 17 oktober 1960   | Palomar            | C. J. van Houten, I. van Houten-Groeneveld, T. Gehrels |
| 117970 -          | 9590 P-L              | 24 september 1960 | Palomar            | C. J. van Houten, I. van Houten-Groeneveld, T. Gehrels |
| 117971 -          | 9613 P-L              | 17 oktober 1960   | Palomar            | C. J. van Houten, I. van Houten-Groeneveld, T. Gehrels |
| 117972 -          | 1055 T-1              | 25 maart 1971     | Palomar            | C. J. van Houten, I. van Houten-Groeneveld, T. Gehrels |
| 117973 -          | 1073 T-1              | 25 maart 1971     | Palomar            | C. J. van Houten, I. van Houten-Groeneveld, T. Gehrels |
| 117974 -          | 1077 T-1              | 25 maart 1971     | Palomar            | C. J. van Houten, I. van Houten-Groeneveld, T. Gehrels |
| 117975 -          | 1131 T-1              | 25 maart 1971     | Palomar            | C. J. van Houten, I. van Houten-Groeneveld, T. Gehrels |
| 117976 -          | 1158 T-1              | 25 maart 1971     | Palomar            | C. J. van Houten, I. van Houten-Groeneveld, T. Gehrels |
| 117977 -          | 1192 T-1              | 25 maart 1971     | Palomar            | C. J. van Houten, I. van Houten-Groeneveld, T. Gehrels |
| 117978 -          | 1215 T-1              | 25 maart 1971     | Palomar            | C. J. van Houten, I. van Houten-Groeneveld, T. Gehrels |
| 117979 -          | 1233 T-1              | 25 maart 1971     | Palomar            | C. J. van Houten, I. van Houten-Groeneveld, T. Gehrels |
| 117980 -          | 1256 T-1              | 25 maart 1971     | Palomar            | C. J. van Houten, I. van Houten-Groeneveld, T. Gehrels |
| 117981 -          | 2067 T-1              | 25 maart 1971     | Palomar            | C. J. van Houten, I. van Houten-Groeneveld, T. Gehrels |
| 117982 -          | 2134 T-1              | 25 maart 1971     | Palomar            | C. J. van Houten, I. van Houten-Groeneveld, T. Gehrels |
| 117983 -          | 2240 T-1              | 25 maart 1971     | Palomar            | C. J. van Houten, I. van Houten-Groeneveld, T. Gehrels |
| 117984 -          | 2283 T-1              | 25 maart 1971     | Palomar            | C. J. van Houten, I. van Houten-Groeneveld, T. Gehrels |
| 117985 -          | 3167 T-1              | 26 maart 1971     | Palomar            | C. J. van Houten, I. van Houten-Groeneveld, T. Gehrels |
| 117986 -          | 3176 T-1              | 26 maart 1971     | Palomar            | C. J. van Houten, I. van Houten-Groeneveld, T. Gehrels |
| 117987 -          | 4106 T-1              | 26 maart 1971     | Palomar            | C. J. van Houten, I. van Houten-Groeneveld, T. Gehrels |
| 117988 -          | 4300 T-1              | 26 maart 1971     | Palomar            | C. J. van Houten, I. van Houten-Groeneveld, T. Gehrels |
| 117989 -          | 4371 T-1              | 26 maart 1971     | Palomar            | C. J. van Houten, I. van Houten-Groeneveld, T. Gehrels |
| 117990 -          | 1014 T-2              | 29 september 1973 | Palomar            | C. J. van Houten, I. van Houten-Groeneveld, T. Gehrels |
| 117991 -          | 1033 T-2              | 29 september 1973 | Palomar            | C. J. van Houten, I. van Houten-Groeneveld, T. Gehrels |
| 117992 -          | 1039 T-2              | 29 september 1973 | Palomar            | C. J. van Houten, I. van Houten-Groeneveld, T. Gehrels |
| (117993) Zambujal | 1064 T-2              | 29 september 1973 | Palomar            | C. J. van Houten, I. van Houten-Groeneveld, T. Gehrels |
| 117994 -          | 1076 T-2              | 29 september 1973 | Palomar            | C. J. van Houten, I. van Houten-Groeneveld, T. Gehrels |
| 117995 -          | 1086 T-2              | 29 september 1973 | Palomar            | C. J. van Houten, I. van Houten-Groeneveld, T. Gehrels |
| 117996 -          | 1089 T-2              | 29 september 1973 | Palomar            | C. J. van Houten, I. van Houten-Groeneveld, T. Gehrels |
| (117997) Irazu    | 1090 T-2              | 29 september 1973 | Palomar            | C. J. van Houten, I. van Houten-Groeneveld, T. Gehrels |
| 117998 -          | 1095 T-2              | 29 september 1973 | Palomar            | C. J. van Houten, I. van Houten-Groeneveld, T. Gehrels |
| 117999 -          | 1113 T-2              | 29 september 1973 | Palomar            | C. J. van Houten, I. van Houten-Groeneveld, T. Gehrels |
| 118000 -          | 1128 T-2              | 29 september 1973 | Palomar            | C. J. van Houten, I. van Houten-Groeneveld, T. Gehrels |